# Гигант (футбольный клуб, Грозный)
«Гига́нт» — российский футбольный клуб из Грозного. Основан в 1992 году. До 1993 года назывался «Урарту». Лучшее достижение в первенстве России — 14 место во второй зоне второй лиги в 1993 году. Прекратил существование в 1995 году после начала первой чеченской войны.

## История
Первый сезон на профессиональном уровне команда проводила в 1992 году. «Урарту» заняла 16-е место (из 20) в 1-й зоне Второй лиги, одержав 12 побед в 38 матчах, при этом четырежды соперники не являлись на выездные матчи в Грозный. В сезоне-1993 зональный турнир проводился в два этапа, но грозненцы занимали последнее, 14-е место как на первом, так и на втором этапе и выбыли в Третью лигу. Сезон-1994 стал для команды (сменившей название на «Гигант») последним. После первого круга «Гигант» занимал предпоследнее место в своей зоне. Команда снялась с чемпионата после 19 игр из-за политической нестабильности в Чечне, в оставшихся матчах ей были засчитаны технические поражения.
В розыгрышах Кубка России 1992/1993 и 1993/1994 команда не проходила дальше первой стадии, где встречалась с двумя другими грозненскими клубами — «Эрзу» и «Тереком» соответственно.